# 20-я гвардейская ракетная бригада
20-я гвардейская ракетная Берлинская дважды Краснознамённая бригада (сокр. 20 рбр, в/ч 92088) — тактическое соединение Сухопутных войск Российской Федерации. 
Бригада дислоцируется в Приморском крае, город Уссурийск, улица Афанасьева, дом № 4. Ракетное соединение находится в составе 5-й гвардейской общевойсковой армии Восточного военного округа.

## История
Первоначально соединение носило наименование 20-я гвардейская тяжёлая миномётная бригада (20 гв. минбр). 20 гв. минбр была сформирована 19 декабря 1942 года в РККА. У неё на основном вооружении стояли гвардейские миномёты — реактивные системы залпового огня 300-мм БМ-31-12.  
В период Великой Отечественной войны 20 гв. минбр находилась в составе действующей армии:
- с 11 января по 29 мая 1943 года;
- с 24 июля 1943 года по 9 мая 1945 года.

В Советско-японской войне участвовала в период с 9 августа по 3 сентября 1945 года. Состав: 91/1, 94/2, 95/3, 587/4, 505 (с 1.1943, как парковый дивизион).
В годы ВОВ действовала в составе 1-го Прибалтийского, Воронежского, Ленинградского и 1-го Белорусского фронтов. За проявленные в ходе боевых операций героизм и отвагу награждена первым орденом Красного знамени. Бригада первоначально числилась в составе 4-й гвардейской миномётной дивизии.
11 июня 1945 года за боевые отличия проявленные в ходе штурма Берлина бригаде присвоено наименование «Берлинская». Огневому налёту бригадных РСЗО подверглись районы аэропорта Темпельхоф, парка Тиргартен, Анхальтского и Потсдамского вокзалов, а также центр немецкой столицы.
В июле 1945 года бригаду перебросили на Дальний Восток для участия в Советско-японской войне в составе 5-й армии 1-го Дальневосточного фронта РККА. За проявленный героизм и отвагу соединению присвоен второй орден Красного Знамени.

## Состав

### 1945 год
- управление;
- 91-й отдельный гвардейский миномётный дивизион / 1-й дивизион;
- 94-й отдельный гвардейский миномётный дивизион / 2-й дивизион;
- 95-й отдельный гвардейский миномётный дивизион / 3-й дивизион;
- 587-й отдельный гвардейский миномётный дивизион / 4-й дивизион;
- парковый дивизион (из 505-го отдельного гвардейского миномётного дивизиона).

## Награды бригады
- 19?? —  Орден Красного Знамени — награждена указом Президиума Верховного Совета СССР за образцовое выполнение боевых заданий командования на фронте борьбы с немецкими захватчиками и проявленные при этом доблесть и мужество.
- 11 июня 1945 года — «Берлинская» — почётное наименование присвоено приказом Верховного Главнокомандующего № 0111, от 11 июня 1945 года, в ознаменование одержанной победы и за отличие в боях за взятие Берлина.
- 19 сентября 1945 года —  Орден Красного Знамени — награждена указом Президиума Верховного Совета СССР, от 19 сентября 1945 года, за образцовое выполнение заданий командования в боях против японских войск на Дальнем Востоке при форсировании реки Уссури, прорыве Хутоуского, Мишаньского, Пограничненского и Дуннинского укреплённых районов, овладении городами Мишань, Гирин, Яньцзи, Харбин  и проявленные при этом доблесть и мужество.

## Командный состав

### 20 гв. минбр

#### Командир
- полковник Богдан Михаил Никитович (с ??.??.1943 до ??.04.1944, затем ком-р 2 гв. минд);
- полковник Прокопов Иван Григорьевич (с ??.04.1944 до ??.05.1945);
- полковник Чумак Марк Маркович (с ??.07.1945);

#### Замком по с/ч
- майор Плотицын Семён Петрович (6.1944);
- майор Колесов Александр Александрович (с 1 по 5.1945, затем НШ 26 ТГМБр);

#### Замполит
- подполковник / полковник Виленский Василий Харитонович;

#### Начштаба
- майор / подполковник Мишекурин Михаил Иванович (с 1943, в 1945 — НШ 2 гв. минд)
- майор Ильченко Михаил Александрович (??.04.1945)
- майор / подполковник Строкин Дмитрий Ильич (??.08.1945);

#### Командиры дивизионов
Командиры дивизионов:
- ком-р 91 / 1-го д-на майор Верстов Василий Григорьевич (с 3.1943, в 1944 — НШ 12 ГМП), капитан / майор Ильиченко Михаил Александрович (с 1.1943, затем НШ б-ды), капитан Добрынин А. Н. (до 5.1944, затем ком-р 2-го д-на), майор Дюдюков Пётр Фёдорович (1945), майор Черняев Иван Максимович (8.1945); нш 1 д-на капитан Гончаренко Иван Яковлевич (1944);
- ком-р 94 / 2-го д-на — ст. л-т / капитан / майор Марков Иван Васильевич (с 1942, в 1944 — нш 99 ГМП), майор Добрынин Александр Никонорович (1944, в 1945 — ком-р 4 д-на), майор Кадзаев С. И. (1945); нш 2 д-на ст. л-т Клаз Соломон Моисеевич (1944), майор Черняев И. М. (4.1945, в 8.1945 — ком-р 1-го подвижного д-на);
- ком-р 95 / 3-го д-на — капитан / майор Дюдюков Пётр Фёдорович (с 1943, в 1945 — ком-р 1-го д-на), капитан Семёнов (7.1943);
- ком-р 587 / 4-го д-на — капитан / майор Коржаков Александр Трофимович (с 1943, убит — 21.02.1944), капитан / майор Кадзаев Состик Ильич (с 1944, в 1945 — ком-р 2-го подвижного д-на), майор Добрынин Александр Никонорович (1945, в 8.1945 — ком-р 2-го д-на);
- ком-р паркового д-на — капитан / майор Неханевич Григорий Исакович (с 8.1943); ком-р 2-й бат капитан Корнюшенко Пётр Кузьмич (с 1943);

## После войны
После окончания войны с Японией соединение продолжило находиться в составе 5-й армии Дальневосточного военного округа и дислоцировалось в п. Раздольное до 1964 года, после чего передислоцирована в г. Спасск-Дальний с переформированием в ракетную бригаду с сохранением всех знаков отличий, исторического формуляра, боевой славы и номера.

## Основное вооружение
На основном вооружении бригады стоит оперативно-тактический ракетный комплекс 9К720 «Искандер-М» (12 СПУ). Комплексы поставлены в начале июля 2016 года в ходе единого дня приёмки. Ранее, с 1964 года на основном вооружении формирования стояли оперативно-тактические ракетные комплексы 9К72 «Эльбрус» с дальностью огня до 300 километров и с 1998 года 9К79 «Точка-У» с дальностью удара до 120 километров.